# Clytemnestridae
Clytemnestridae é uma família de crustáceos da ordem Harpacticoida.